# متحف الأحياء القديمة (كولومبيا)
متحف الأحياء القديمة في بيّا دي ليبا
هو متحف متخصص في علم الأحياء القديمة في كولومبيا، يقع في بلدية "بيا دي ليبا" التابعة لإقليم "بوياكا".
ويُعد جزءًا من مجموعة المتاحف التابعة للجامعة الوطنية في كولومبيا، والمرتبطة بكلية العلوم في مقرها في بوغوتا.
يُعد متحف الأحياء القديمة في فيلا دي ليفا مركزًا مرجعيًا على المستويات الأكاديمية والتعليمية والتاريخية والتثقيفية.
ويتحقّق ذلك من خلال عرض جانبٍ من التراث الكولومبي، سواء الماضي أو المعاصر، مع تركيز خاص على ما يتعلق بمنطقة فيلا دي ليفا.
وتُعد هذه البلدة الواقعة في إقليم بويكا واحدة من أبرز المناطق الجغرافية في العالم من حيث الأهمية الجيولوجية والحفرية، نظرًا لما تحتويه من كمٍّ هائل من المستحاثات.
يهدف المعرض إلى إعادة بناء التاريخ الجيولوجي والطبيعي للمنطقة، ويسعى من خلاله المتحف إلى الحفاظ على التراث ونشر الوعي بأهميته، وذلك عبر نشر المعرفة وإبراز القيمة العلمية لهذا التراث.
تتضمّن المعروضات عينات من اللافقاريات، مثل: الرخويات البطنقدميات (gasterópodos)، وذوات المصراعين (bivalvos)، وقنافذ البحر (equinoideos)، وزنابق البحر (crinoideos)، إلى جانب فقراريات، تشمل الأسماك العظمية والزواحف البحرية التي تم العثور عليها في المنطقة.
ويُعد متحف الأحياء القديمة في فيلا دي ليفا أول متحف في كولومبيا يُنشئ حديقة حفريات تفاعلية داخل محيطه الخارجي.
يحتوي هذا الـ«باليُو-حديقة» على 87 نوعًا من النباتات، تُستخدم ضمن إشارات المسار التعليمي ويمكن مشاهدتها بتقنية الواقع المعزّز.
تنمو هذه الأنواع على المستويات المحلية والإقليمية والوطنية، ويُعد كثير منها من النباتات الأصلية، بينما بعضها الآخر مهدد بالانقراض. وتندرج هذه المجموعة ضمن أهداف المتحف التعليمية والعلمية، كما تسهم في البحث والحفاظ على التنوع البيولوجي.
بغرض إنشاء متحف للأحياء القديمة، صدر قرار عن إدارة إقليم بويكا تحت رقم 35 في ديسمبر عام 1967، تَعهّدت بموجبه بنقل قطعة أرض مملوكة للإقليم إلى بلدية فيلا دي ليفا.
وفي إطار تنفيذ هذا القرار، قامت حكومة بويكا في 11 سبتمبر 1968 بتسليم المبنى المعروف باسم "مطحنة أوسادا" (Molino de Osada) إلى بلدية فيلا دي ليفا.
وفي الثاني من مايو عام 1970، تم تسليم مبنى مطحنة أوسادا –وهو معلم معماري يعود إلى القرن السابع عشر– إلى الأب البروفيسور غوستافو ويرتاس غونثاليث، وهو أحد المنتسبين إلى معهد العلوم الطبيعية، حيث تعهّد أمام البلدية بتنظيم المتحف والإشراف على إنشائه.
بفضل معرفته الواسعة بـالحياة النباتية والحيوانية القديمة في المنطقة، وبالتعاون العلمي والإداري مع الجامعة الوطنية الكولومبية، وبدعم مالي من كل من المؤسسة الوطنية للسياحة، بنك الجمهورية، البنك المركزي للرهن العقاري وبنك كافيتيرو، قام الأستاذ غوستافو ويرتاس بافتتاح متحف الأحياء القديمة في 12 يونيو من عام 1972.
وفي عام 1978، وبحضور رئيس الجمهورية آنذاك ميسائيل باسترانا بوريرو، مُنح المتحف ضمان استقرار قانوني لمدة خمسين عامًا قابلة للتمديد.
ومنذ ذلك الحين، تواصل الجامعة الوطنية تنفيذ مشاريع بحثية متعددة، مع فتح أبواب المتحف للجمهور بهدف تعزيز المعرفة الحفرية على المستوى الوطني، وزيادة الوعي بأهمية السجل الأحفوري الفريد في فيلا دي ليفا.
تُعَدّ المنطقة من أبرز المناطق الجغرافية ذات الأهمية الوطنية في كولومبيا، لما تحمله من قيمة جيولوجية وحفرية وثقافية.
ويُبرِز هذه الأهمية وجود رواسب من الصخور البحرية تعود إلى العصر الطباشيري (Cretácico)، الغنية بالحفريات، إلى جانب التحوّلات التي شهدها استخدام الأرض عبر العصور، بفعل المجتمعات البشرية القديمة والمعاصرة.
ويمثّل المتحف فضاءً أكاديميًا مخصّصًا للبحث العلمي ونشر المعرفة المرتبطة بالتراث الطبيعي والثقافي، ويُعدّ دعمًا مؤسسيًا للأنشطة العلمية في مجال علوم الأرض، من خلال ربط نتائج هذه البحوث بالعامة.
ويتم ذلك عبر حفظ وعرض الشواهد المادية على البيئة والمجتمع وتحوّلاتهما المادية والاجتماعية والثقافية، بهدف الدراسة والتعليم والتثقيف الترفيهي.
وقد شهدت الدراسات الحفرية في كولومبيا تطوّرًا ملحوظًا في فهم المسار التاريخي للبيئة الكولومبية، حيث نُشرت نتائج هذه الدراسات في مجلات متخصصة محلية ودولية.
ورغم ما تحقّق من أهداف علمية معترف بها أكاديميًا، فإنها ليست كافية للحفاظ على التراث المادي، ولا لتلبية الاحتياجات اليومية للسكان الذين يعيشون في هذه المناطق الغنية بالقيمة الحفرية.
يعرض المتحف أكثر من 500 حفرية، عُثر على معظمها في بلدية فيلا دي ليفا، ويُقدّر عمرها بنحو 130 مليون سنة، تعود إلى العصر الطباشيري السفلي، حين لم تكن سلسلة جبال الأنديز قد ظهرت بعد، وكانت المنطقة لا تزال تحت قاع البحر.
أما أقدم الحفريات في المتحف، فيتراوح عمرها بين 250 و545 مليون سنة، وتعود إلى الحقبة الباليوزوية، وقد عُثر عليها في إقليم سانتاندير وبلدية فلوريستا في بويكا. أما الأحدث، فتنتمي إلى العصر البلستوسيني ويُقدّر عمرها بحوالي 10 آلاف سنة.
تتكوّن مكتشفات الحقبة الباليوزوية من أصداف وهياكل خارجية لكائنات مثل الغراپتوليتات، والتريلوبايت، والبريوزوا، والبراكيوبودا، والكرينويوديا.
أما من الحقبة الوسطى، فهناك رأسيات الأرجل مثل الأمونيت والنوتيلوس، وزواحف بحرية مثل كيهيتيسوكا، ومونكيراسوروس (وكان يُعرف سابقًا باسم پلاتيپتيريجيوس وكرونوسوروس)، وكالواياسوروس. ومن الحقبة الحديثة، تُعرض فك سفلي لماستودون يزيد عمره عن 10 آلاف سنة.
أما المبنى الذي يحتضن المتحف، فهو تحفة معمارية استعمارية شُيّدت عام 1570 على يد الإسبان خلال الحقبة الاستعمارية، وكان يُستخدم كمطحنة للقمح والشعير تُعرف باسم "مطحنة أوسادا" أو "مطحنة لوسادا"، وكانت تعمل بدفع مجرى مائي يُعرف بـ"كويبْرادا لا كولورادا". وكانت هذه المطحنة تُدار بواسطة عجلة پلتون، تُحرّك حجر طحن كبير مصنوع من الحجر الجيري.
في عام 2019، افتتح المتحف أول حديقة حفريات تفاعلية في كولومبيا، كجزء من مشروع أنجزه عالم الأحياء براندون سيربا غوتييريث، خريج الجامعة الوطنية الكولومبية، تحت إشراف مدير المتحف الأستاذ بيتر لوي سيرون.
وتتميّز هذه المبادرة الجديدة بتقنية الواقع المعزّز، التي طورتها شركتا Naddie AR وMuseo Digital SAS.
تضم الحديقة 87 نوعًا من النباتات، من بينها أنواع كانت موجودة في عصر الديناصورات، وتُعرض فيها أساليب تكاثرها وجوانب من تطورها التاريخي.
تعمل الحديقة الحفرية (الباليوحديقة) من خلال تطبيق يُحمَّل على الأجهزة المحمولة يُدعى Naddie AR.
عند توجيه كاميرا الجهاز إلى اللوحات الإرشادية المنتشرة على طول المسار، يظهر نموذج ثلاثي الأبعاد يتيح للمستخدمين التفاعل مع الرسوم المتحركة والحصول على معلومات علمية دقيقة وواضحة عن كل نوع نباتي، كالوصف، الأصل، الانتشار، العادات، وسائل الحفظ، والاستخدامات وغيرها.
ينقسم المسار إلى سبعة أقسام تُجسِّد مراحل غزو النباتات للأرض، وتنوّعها، وسيطرتها على الكوكب عبر ملايين السنين، وهي:
1. غزو اليابسة: تُعرض فيه أنواع من الحزازيات، والكبديات، والقرون الشُعبية، والليكوبوديات، وبعض السراخس ذات الأصول القديمة مثل ذيل الحصان (Equisetum giganteum)، وسراخس شجرية مثل النخلة الكسولة (Cyathea conjugata).

2. سيطرة المخروطيات: تُعرض فيه أنواع مثل نخلة الجنائز (Cycas revoluta) وصنوبر روميرون (Retrophyllum rospigliosii)، إلى جانب أنواع أخرى كانت تُشكّل المشهد الطبيعي في العصر الميزوزوي، وهو زمن الديناصورات والزواحف البحرية الموجودة في مجموعة المتحف.

3. ظهور الأزهار: تظهر فيه أنواع مثل الشمامى (chirimoya) (Annona cherimola)، والكافور (Cinnamomum camphora)، والماغنوليا (Magnolia grandiflora).

4. تنوّع الأزهار: يُواصل فيه التسلسل الزمني في الحقبة السينوزوية، وتُعرض فيه أنواع مثل سيتكويروس (Tibouchina urvilleana)، والبلسان الأسود (Sambucus nigra)، وشيكالاه (Tecoma stans).

5. غزو الجبال: يُعرض فيه تنوع النباتات حسب الارتفاعات التي تنمو فيها، ويُسلّط الضوء على أشجار الأنديز مثل الأرز الجبلي (Cedrela montana)، والجوز الأمريكي (Juglans neotropica)، والغاياكان (Lafoensia acuminata)، والبلوط الكولومبي (Quercus humboldtii).

6. غزو الصحراء: يُركّز على تكيفات النباتات للعيش في ظروف الجفاف الشديد والإشعاع ودرجات الحرارة القاسية، ويعرض أنواعًا مثل الفيكيه (Furcraea cabuya)، وبيتهايا (Hylocereus megalanthus)، والتونو (Opuntia ficus-indica).

7. غزو الهواء: يُبرز فيه الأوركيدات والبروميليات وتكيفاتها للنمو في بيئات نباتية متسلقة أو هوائية، إضافة إلى تفاعلاتها الخاصة مع الحشرات وحيوانات أخرى طورت ارتباطات تكافلية معها.
تُعدّ البنية التي تحتضن المتحف تحفةً معماريةً استعمارية، شيّدها الإسبان عام 1570 خلال الحقبة الاستعمارية. وقد كانت تُستخدم كمطحنة للقمح والشعير تُعرف باسم "مطحنة أوسادا" أو "مطحنة لوسادا"، وكانت تعمل بدفع التيار المائي الذي تولّده "كويبْرادا لا كولورادا". وكانت هذه المطحنة تُشغَّل بواسطة عجلة پلتون تُحرّك حجر طحن كبير مصنوع من الصخر الجيري.
يقع المتحف على بُعد 1.5 كيلومتر من الساحة الرئيسية لبلدة فيلا دي ليفا (بويكا، كولومبيا) على طريق أركابوكو.
ويضم أكثر من 441 قطعة معروضة، و2425 عينة ضمن مجموعته، إضافة إلى أكثر من 130 نوعًا نباتيًا حيًّا محفوظًا في الأراضي المجاورة للمتحف ضمن مشروع الحديقة الحفرية التفاعلية.